# 島﨑信長のパケドリ。
『島﨑信長のパケドリ。』（しまざきのぶながのパケドリ）は、2022年10月8日から配信されているインターネットラジオ番組。パーソナリティは声優の島﨑信長。
番組開始から2025年3月29日までは超!A&G+にて配信されていたが、超!A&G+のサービス終了に伴い、2025年4月4日以降は主な配信媒体をYouTubeおよびニコニコチャンネル（いずれも2025年3月29日まではアーカイブ配信を実施）に移行した。

## 概要
島﨑信長がパーソナリティを務める一人喋りラジオ番組として、生放送と同じスタイル（完パケ録り）で配信されている。
番組内容は、島﨑やスタッフが選んだ募集したメールにタイトルをつけて、CDのようにメールをパッケージングし、好きな順で紹介していくものである。

## 配信時間
- YouTube「セカンドショットちゃんねる」
  - 2025年4月4日 - ：金曜日 22:00 プレミア公開（2週間限定）
- ニコニコチャンネル「せかんどちょっとチャンネル」
  - 2025年4月4日 - ：金曜日 22:00 更新、本編およびアフタートークをチャンネル会員向けに公開
- 超!A&G+
  - 2022年10月8日 - 2023年3月25日：土曜日 2:30 - 3:00（金曜深夜）[1]
  - 2023年4月1日 - 2025年3月29日：土曜日 1:30 - 2:00（金曜深夜）[4]
  - アーカイブ配信
    - YouTubeの「セカンドショットちゃんねる」にて曲カット版を2週間限定で土曜日12:00に公開[4]。当初は月曜日14時頃に公開されていた[1]。
    - ニコニコチャンネルの「せかんどちょっとちゃんねる」にて、チャンネル有料会員限定でアーカイブとアフタートークを土曜日12:00に公開[4]。こちらも当初は月曜日14時頃に公開されていた[1]。
      - 2024年6月8日から受けたニコニコサービスへのサイバー攻撃の影響により、ニコニコサービス全体が利用できなくなったため、第88回（2024年6月15日配信）から第97回（2024年8月17日配信）まではアーカイブ公開はYouTubeのみとなった。それに伴い、ニコニコチャンネル会員向けのアフタートークはニコニコサービス復旧後に公開される予定だったが、ニコニコサービスの大規模メンテナンスが長期となったため、期間中のアフタートークは一時的にYouTubeチャンネルメンバーシップ限定で公開されていた[5]。第98回（2024年8月24日配信）よりニコニコチャンネルでのアーカイブ公開を再開した。

## イベント
島﨑信長のパケドリ。番組イベント
2024年10月19日に科学技術館サイエンスホールにて開催。
「島﨑信長のパケドリ。」番組イベント2025
2025年6月22日に科学技術館サイエンスホールにて開催。ゲストは榎木淳弥。